# スチュワート・SF-3
スチュワート・SF-3（Stewart SF-3）は、スチュワート・グランプリが1999年のF1世界選手権参戦用に開発したフォーミュラ1カー。デザイナーはゲイリー・アンダーソン。SF3とも表記される。

## 概要
スチュワートとしては3代目のマシンとなるSF-3は、テクニカルディレクターのアラン・ジェンキンスの元でデザインされたが、ジェンキンスは1998年シーズン後にチームを離脱し、代わって1998年秋にジョーダンから加入したゲイリー・アンダーソンが開発の指揮を執った。空力担当は、エグバル・ハミディと田中俊雄が務めた。
エンジンはフォード（コスワース）ZETEC-Rに代わり、新開発のCR-1（3.0L 72度V10）を搭載する。
ドライバーは在籍3年目のルーベンス・バリチェロとザウバーから加入したジョニー・ハーバートが務めた。

## 1999年シーズン

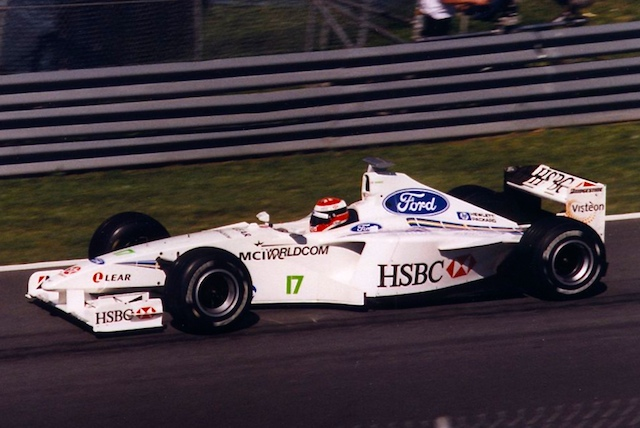
ジョニー・ハーバートがドライブするSF-3（カナダグランプリにて）

開幕戦オーストラリアGPでは2台揃ってグリッド上でオイルリークが発生し、ハーバートは出走不可能という憂き目にあった。バリチェロは5番グリッドから4位完走という好スタートを切る。
第2戦ブラジルGPは、バリチェロが予選で圧倒的な速さを誇るマクラーレンに続く予選3番手を獲得。決勝レース序盤はトップを快走し母国のファンを熱狂させたが、3位走行中にエンジンブローで初優勝の夢は消えてしまった。第3戦サンマリノGPはバリチェロが3位で、1997年モナコGP以来の表彰台を獲得する。第7戦フランスGPではバリチェロが雨の予選で自身2度目（チームとしては初）のポールポジションを獲得し、決勝は今期2度目の3位フィニッシュ。
チームメイトに比べ精彩を欠いていたハーバートだが、天候の変化に翻弄された第14戦ヨーロッパGPでタイヤ交換の読みが冴え、1995年イタリアGP以来の優勝を果たし、スチュワートチームも創設3年目で初優勝を飾った。バリチェロも3位に入りダブル表彰台を達成する快挙となった。
最終的にコンストラクターズランキング4位という過去最高の成績を収め、このシーズン限りでエンジンサプライヤーであるフォードがチームを買収。2000年からはジャガーとして参戦することが決定し、上昇気流に乗っていたチームの歴史は3年で幕を閉じることとなった。1993年のF1デビュー以来伸び悩んでいたバリチェロは、晴れてフェラーリ移籍が決まる。

## シャシー
- シャシー名 SF-3
- 材質 カーボンファイバーアルミハニカム・コンポジット
- タイヤ ブリヂストン
- ギアボックス 6速セミオートマチック

## エンジン
- エンジン名 フォード・コスワース CR-1
- 気筒数・バンク角 V型10気筒・72度
- 燃料・潤滑油 テキサコ

## 成績
| 年   | No. | ドライバー             | 1   | 2   | 3   | 4   | 5   | 6   | 7   | 8   | 9   | 10  | 11  | 12  | 13  | 14  | 15  | 16  | ポイント | ランキング |
| 年   | No. | ドライバー             | AUS | BRA | SMR | MON | ESP | CAN | FRA | GBR | AUT | GER | HUN | BEL | ITA | EUR | MAL | JPN | ポイント | ランキング |
| ---- | --- | ---------------------- | --- | --- | --- | --- | --- | --- | --- | --- | --- | --- | --- | --- | --- | --- | --- | --- | -------- | ---------- |
| 1999 | 16  | ルーベンス・バリチェロ | 5   | Ret | 3   | 9   | DSQ | Ret | 3   | 8   | Ret | Ret | 5   | 10  | 4   | 3   | 5   | 8   | 36       | 4位        |
| 1999 | 17  | ジョニー・ハーバート   | DNS | Ret | 10  | Ret | Ret | 5   | Ret | 12  | 14  | 11  | 11  | Ret | Ret | 1   | 4   | 7   | 36       | 4位        |

- 太字はポールポジション、斜字はファステストラップ、DSQは失格、DNSは出走せず。(key)